# Skeleton na Zimních olympijských hrách 2006 – jednotlivci
Soutěž mužů ve skeletonu na Zimních olympijských hrách 2006 se konala 17. února v Cesana Pariol.

## Výsledky
| P.                          | Sportovec          | Stát                   | 1. jízda | 2. jízda | Celkem  | Ztráta |
| --------------------------- | ------------------ | ---------------------- | -------- | -------- | ------- | ------ |
| Zlatá olympijská medaile    | Duff Gibson        | Kanada                 | 0:57,80  | 0:58,08  | 1:55,88 | –      |
| Stříbrná olympijská medaile | Jeff Pain          | Kanada                 | 0:57,98  | 0:58,16  | 1:56,14 | +0,26  |
| Bronzová olympijská medaile | Gregor Stähli      | Švýcarsko              | 0:58,39  | 0:58,41  | 1:56,80 | +0,92  |
| 4.                          | Paul Boehm         | Kanada                 | 0:58,61  | 0:58,45  | 1:57,06 | +1,18  |
| 5.                          | Kristan Bromley    | Velká Británie         | 0:58,35  | 0:58,75  | 1:57,10 | +1,22  |
| 6.                          | Eric Bernotas      | Spojené státy americké | 0:58,43  | 0:58,76  | 1:57,19 | +1,31  |
| 7.                          | Martins Dukurs     | Lotyšsko               | 0:58,79  | 0:58,60  | 1:57,39 | +1,51  |
| 8.                          | Adam Pengilly      | Velká Británie         | 0:58,37  | 0:59,09  | 1:57,46 | +1,58  |
| 9.                          | Sebastian Haupt    | Německo                | 0:58,48  | 0:59,10  | 1:57,58 | +1,70  |
| 10.                         | Ben Sandford       | Nový Zéland            | 0:59,16  | 0:58,60  | 1:57,76 | +1,88  |
| 11.                         | Kazuhiro Koshi     | Japonsko               | 0:58,65  | 0:59,40  | 1:58,05 | +2,17  |
| 12.                         | Maurizio Oioli     | Itálie                 | 0:59,28  | 0:59,24  | 1:58,52 | +2,64  |
| 13.                         | Martin Rettl       | Rakousko               | 0:59,23  | 0:59,53  | 1:58,76 | +2,88  |
| 14.                         | Phillippe Cavoret  | Francie                | 0:59,79  | 0:59,08  | 1:58,87 | +2,99  |
| 15.                         | Alexandr Treťjakov | Rusko                  | 0:59,71  | 0:59,32  | 1:59,03 | +3,15  |
| 16.                         | Markus Penz        | Rakousko               | 0:59,55  | 0:59,51  | 1:59,06 | +3,18  |
| 17.                         | Kevin Ellis        | Spojené státy americké | 0:59,46  | 0:59,75  | 1:59,21 | +3,33  |
| 18.                         | Masaru Inada       | Japonsko               | 0:59,63  | 0:59,74  | 1:59,37 | +3,49  |
| 19.                         | Patrick Singleton  | Bermudy                | 1:00,06  | 0:59,75  | 1:59,81 | +3,93  |
| 20.                         | David Connolly     | Irsko                  | 0:59,97  | 1:00,00  | 1:59,97 | +4,09  |
| 21.                         | Tyler Botha        | Jihoafrická republika  | 0:59,43  | 1:00,63  | 2:00,06 | +4,18  |
| 22.                         | Shaun Boyle        | Austrálie              | 1:00,13  | 1:00,00  | 2:00,13 | +4,25  |
| 23.                         | Kang Kwang Bae     | Jižní Korea            | 1:00,41  | 0:59,88  | 2:00,29 | +4,41  |
| 24.                         | Frank Rommel       | Německo                | 0:59,94  | 1:00,41  | 2:00,35 | +4,47  |
| 25.                         | Chris Soule        | Spojené státy americké | 1:00,33  | 1:00,90  | 2:01,23 | +5,35  |
| 26.                         | Nikola Nimac       | Chorvatsko             | 1:01,86  | 1:02,44  | 2:04,30 | +8,42  |
| 27.                         | Patrick Antaki     | Libanon                | 1:03,01  | 1:01,43  | 2:04,44 | +8,56  |